# Explosion de gaz à Atomic Junction de 2017
 (janvier 2025).
Le 7 octobre 2017, un camion-citerne de déchargement de la société publique Ghana Oil Company (GOIL) a pris feu, provoquant une explosion à grande échelle sur le site d'une station de gaz naturel liquéfié située à Atomic Junction à Madina, Accra, au Ghana. L'explosion ne s'étant pas limitée au camion-citerne de la station, l'incendie s'est rapidement propagé vers un dépôt de gaz de cuisine situé à côté.
Le ministère de l'Information a publié un communiqué officiel confirmant que 7 personnes avaient été tuées et 132 personnes blessées lors de l'explosion. Les habitants de ce carrefour très fréquenté du nord-est d'Accra ont été contraints de fuir lorsqu'une boule de feu géante a éclaté dans le ciel au-dessus de l'est de la ville.
Le ministre de l'Intérieur Ambrose Dery, s'est rendu sur les lieux aux côtés d'autres responsables gouvernementaux et du personnel des services d'urgence de la brigade des pompiers atomiques, du service national des pompiers du Ghana, du service de police du Ghana et de l'organisation nationale de gestion des catastrophes pour suivre la situation.
Au lendemain de l'explosion, un responsable de circonscription a fait une déclaration au Parlement du Ghana dans laquelle il a évoqué les menaces posées au public par les explosions de gaz récurrentes dans la région, notamment la menace pour les vies humaines, les dommages ultérieurs aux biens et aux entreprises, la diminution des ressources disponibles et la pénurie d'emplois à l'échelle nationale.
En raison du nombre de vies humaines et de biens perdus, une déclaration a été lue au Parlement encourageant la relocalisation de ces stations de gaz naturel liquéfié à l'extérieur des zones résidentielles et des espaces accessibles au public.
Le 8 octobre 2017, le vice-président du Ghana Mahamudu Bawumia s'est adressé au public lors d'une conférence de presse, promettant une réponse nationale à la suite de l'explosion pour mettre en œuvre de nouvelles politiques et procédures afin de minimiser le risque que des incidents similaires se reproduisent à l'avenir.

## Explosion
Les informations recueillies à la suite de l'explosion indiquent que la station-service a explosé en premier avant d'affecter une station-service Total à proximité, qui a également pris feu. Il y a eu au moins sept décès et 132 blessés signalés,,. Les étudiants du Presbyterian Boys' Senior High School, de Legon et de l'Université du Ghana, qui sont proches des sites de l'explosion, ont rapidement fui leurs résidences par peur, créant un mouvement de foule qui a blessé de nombreux étudiants. Les résidents autour de Madina et Haatso à Accra, qui étaient également proches de la zone de l'explosion, ont également été évacués. As of 7 Octobre 2017, des membres du personnel du Service national d'incendie du Ghana, du Service de police du Ghana et de l'Organisation nationale de gestion des catastrophes étaient sur place pour tenter de maîtriser l'incendie. Au 7 octobre 2017, la source de l'explosion n'était pas connue,. Le coût total des biens détruits est estimé à 1 503 010 GHS.

## Réponse

### Réponse locale
Le jour des faits, la couverture médiatique de l'explosion de gaz de la jonction atomique a décrit l'incident comme ayant été rapidement maîtrisé, les pompiers atomiques ayant été félicités pour leur réaction rapide. Cependant, cette couverture médiatique des événements a été accueillie avec scepticisme par les habitants qui estimaient que les médias avaient délibérément exagéré le succès des actions des pompiers atomiques dans le contrôle de l'explosion.
La population avait supposé que les médias avaient agi de cette manière pour empêcher un contestation de masse et des efforts d'évacuation non coordonnés en réponse à la menace imminente pour la population en raison de nombreux réservoirs d'essence souterrains situés dans les environs.
La réponse humanitaire organisée immédiatement après l'explosion a vu le ministre de l'Intérieur, des responsables gouvernementaux et des personnels des services d'urgence se rendre sur les lieux pour évaluer la situation, avec 7 morts et 132 blessés confirmés par les 37 hôpitaux militaires devenus centres d'accueil pour les victimes de l'incident.

### Réponse nationale

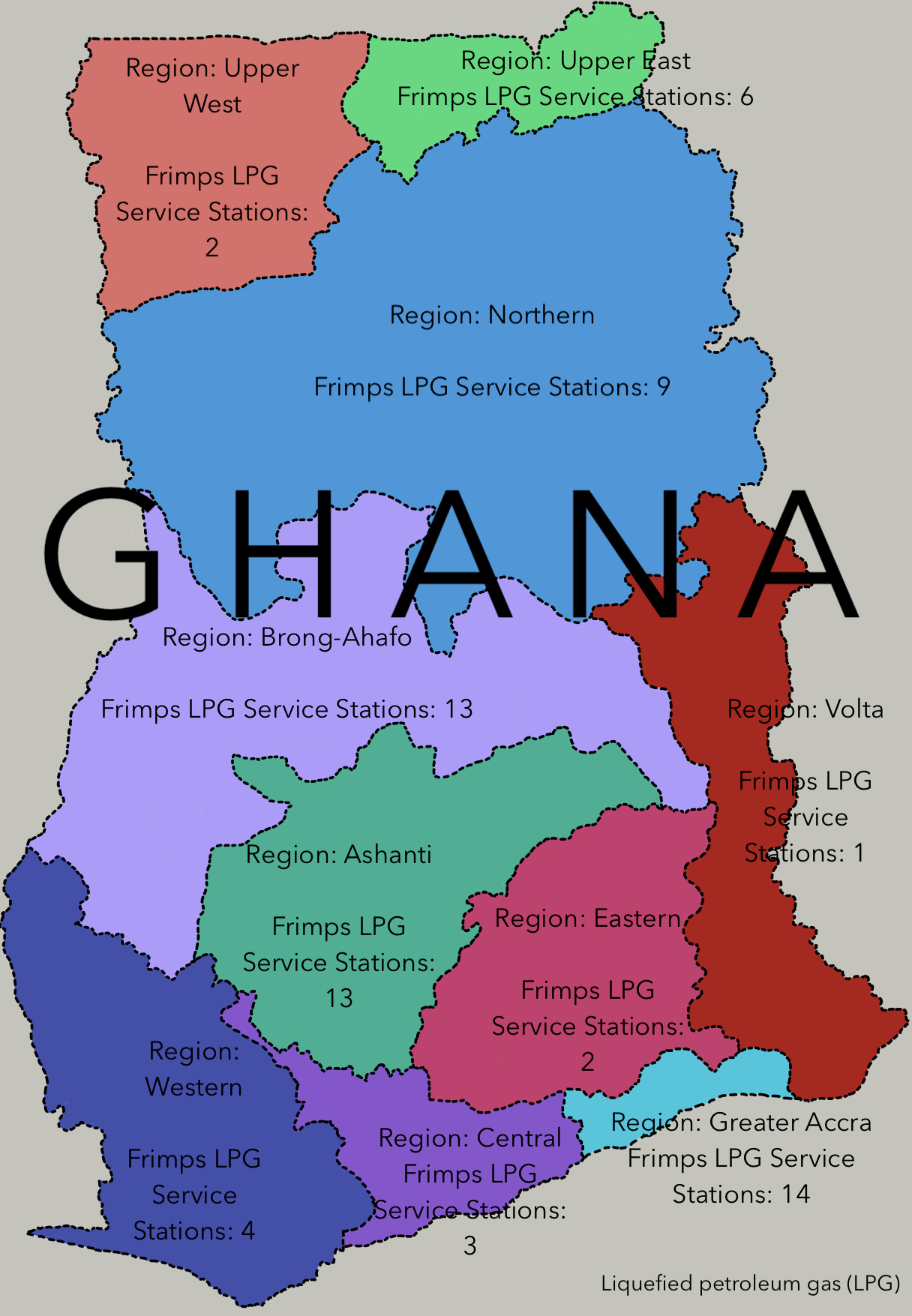
La répartition régionale des stations-service de gaz de pétrole liquéfié (GPL) exploitées par Frimps Oil, une société de commercialisation de pétrole (OMC) accréditée par la National Petroleum Authority (NPA), à travers le Ghana.

Au lendemain de l'explosion, l'honorable membre de la circonscription de Manhyia Nord, Collins Owusu Amankwah, a pris la parole devant le Parlement du Ghana pour évoquer la réponse préventive des agences nationales visant à empêcher que des explosions de gaz ne se reproduisent à travers le Ghana.
Les registres nationaux ont documenté 252 décès sur une période de 12 ans dus à des explosions de gaz à travers le pays et sont restés critiques à l'égard des motivations ingénues des exploitants de stations-service.
Le député a invoqué les directives publiées par l'Autorité nationale du pétrole (NPA) stipulant que les stations-service et les stations-service doivent rester à au moins 30,8m de toute zone résidentielle. Il a été suggéré que l’absence de toute législation faire respecter ces directives avait permis aux opérateurs de carburant et de gaz d’ignorer leur respect, l’absence de répercussions juridiques ayant entraîné de nombreux décès dans les zones résidentielles à la suite d’explosions de gaz.
Collins Owusu Amankwah a appelé le Parlement à réunir le comité approprié pour faire appliquer la législation réglementaire en vertu de l'article 103(3) de la Constitution républicaine de 1992.